# Campionato europeo femminile di pallavolo 1985
Il campionato europeo femminile di pallavolo 1985 si è svolto dal 29 settembre al 6 ottobre 1985 a Arnhem, Beverwijk, Enschede, Leeuwarden e Sittard, nei Paesi Bassi: al torneo hanno partecipato dodici squadre nazionali europee e la vittoria finale è andata per l'undicesima volta all'Unione Sovietica.

## Qualificazioni
Al torneo hanno partecipato: la nazionale del paese organizzatore, le prime cinque nazionali classificate al campionato europeo 1983 e sei nazionali qualificate tramite il torneo di qualificazione.

## Regolamento

### Formula
Le squadre hanno disputato una prima fase a gironi con formula del girone all'italiana; al termine della prima fase:
- Le prime due classificate di ogni girone hanno acceduto al girone per il primo posto, strutturato in un girone all'italiana.
- Le ultime due classificate di ogni girone hanno acceduto al girone per il settimo posto, strutturato in un girone all'italiana.

### Criteri di classifica
Sono stati assegnati 2 punti alla squadra vincente e 1 a quella sconfitta.
L'ordine del posizionamento in classifica è stato definito in base a:
- Punti;
- Ratio dei set vinti/persi;
- Ratio dei punti realizzati/subiti;
- Risultati degli scontri diretti.

## Squadre partecipanti
| Squadra          | Qualificazione                            | Ultima partecipazione |
| ---------------- | ----------------------------------------- | --------------------- |
| Bulgaria         | 4ª al campionato europeo 1983             | Germania Est 1983     |
| Cecoslovacchia   | 1ª al torneo di qualificazione (girone B) | Germania Est 1983     |
| Francia          | 1ª al torneo di qualificazione (girone A) | Germania Est 1983     |
| Germania Est     | 1ª al campionato europeo 1983             | Germania Est 1983     |
| Germania Ovest   | 5ª al campionato europeo 1983             | Germania Est 1983     |
| Grecia           | 2ª al torneo di qualificazione (girone C) | Debutto               |
| Italia           | 2ª al torneo di qualificazione (girone A) | Germania Est 1983     |
| Paesi Bassi      | Paese organizzatore                       | Germania Est 1983     |
| Polonia          | 2ª al torneo di qualificazione (girone B) | Germania Est 1983     |
| Romania          | 1ª al torneo di qualificazione (girone C) | Germania Est 1983     |
| Ungheria         | 3ª al campionato europeo 1983             | Germania Est 1983     |
| Unione Sovietica | 2ª al campionato europeo 1983             | Germania Est 1983     |

## Torneo

### Fase a gironi
| Girone A       | Girone B         | Girone C    |
| -------------- | ---------------- | ----------- |
| Bulgaria       | Francia          | Italia      |
| Cecoslovacchia | Germania Ovest   | Paesi Bassi |
| Germania Est   | Polonia          | Romania     |
| Grecia         | Unione Sovietica | Ungheria    |

#### Girone A

##### Risultati
| 29 settembre 1985 ?, Beverwijk Durata: ? - Spettatori: ? | Cecoslovacchia | 3 - 1 | Bulgaria       | 15-13, 15-12, 8-15, 15-7  |
| 29 settembre 1985 ?, Beverwijk Durata: ? - Spettatori: ? | Germania Est   | 3 - 0 | Grecia         | 15-4, 15-3, 15-3          |
| 30 settembre 1985 ?, Beverwijk Durata: ? - Spettatori: ? | Cecoslovacchia | 3 - 0 | Grecia         | 15-4, 15-4, 15-2          |
| 30 settembre 1985 ?, Beverwijk Durata: ? - Spettatori: ? | Germania Est   | 3 - 1 | Bulgaria       | 15-3, 15-17, 15-4, 16-14  |
| 1º ottobre 1985 ?, Beverwijk Durata: ? - Spettatori: ?   | Bulgaria       | 3 - 0 | Grecia         | 15-6, 15-10, 15-2         |
| 1º ottobre 1985 ?, Beverwijk Durata: ? - Spettatori: ?   | Germania Est   | 3 - 1 | Cecoslovacchia | 15-11, 15-8, 13-15, 15-11 |

##### Classifica
| Pos. | Squadra        | Pt | G | V | P | SV | SP | Ratio | PF  | PS  | Ratio |
| ---- | -------------- | -- | - | - | - | -- | -- | ----- | --- | --- | ----- |
| 1.   | Germania Est   | 6  | 3 | 3 | 0 | 9  | 2  | 4,500 | 164 | 93  | 1,763 |
| 2.   | Cecoslovacchia | 5  | 3 | 2 | 1 | 7  | 4  | 1,750 | 143 | 115 | 1,243 |
| 3.   | Bulgaria       | 4  | 3 | 1 | 2 | 5  | 6  | 0,833 | 130 | 132 | 0,984 |
| 4.   | Grecia         | 3  | 3 | 0 | 3 | 0  | 9  | 0,000 | 38  | 135 | 0,281 |

      Qualificata al girone per il primo posto.
      Qualificata al girone per il settimo posto.

#### Girone B

##### Risultati
| 29 settembre 1985 ?, Enschede Durata: ? - Spettatori: ? | Unione Sovietica | 3 - 1 | Polonia        | 15-1, 15-6, 6-15, 15-9    |
| 29 settembre 1985 ?, Enschede Durata: ? - Spettatori: ? | Germania Ovest   | 3 - 1 | Francia        | 16-14, 15-8, 13-15, 15-11 |
| 30 settembre 1985 ?, Enschede Durata: ? - Spettatori: ? | Unione Sovietica | 3 - 0 | Germania Ovest | 15-1, 15-6, 15-11         |
| 30 settembre 1985 ?, Enschede Durata: ? - Spettatori: ? | Polonia          | 3 - 0 | Francia        | 15-12, 15-13, 15-11       |
| 1º ottobre 1985 ?, Enschede Durata: ? - Spettatori: ?   | Germania Ovest   | 3 - 1 | Polonia        | 15-9, 15-9, 3-15, 15-9    |
| 1º ottobre 1985 ?, Enschede Durata: ? - Spettatori: ?   | Unione Sovietica | 3 - 0 | Francia        | 15-6, 15-10, 15-6         |

##### Classifica
| Pos. | Squadra          | Pt | G | V | P | SV | SP | Ratio | PF  | PS  | Ratio |
| ---- | ---------------- | -- | - | - | - | -- | -- | ----- | --- | --- | ----- |
| 1.   | Unione Sovietica | 6  | 3 | 3 | 0 | 9  | 1  | 9,000 | 141 | 71  | 1,985 |
| 2.   | Germania Ovest   | 5  | 3 | 2 | 1 | 6  | 5  | 1,200 | 125 | 135 | 0,925 |
| 3.   | Polonia          | 4  | 3 | 1 | 2 | 5  | 6  | 0,833 | 118 | 135 | 0,874 |
| 4.   | Francia          | 3  | 3 | 0 | 3 | 1  | 9  | 0,111 | 106 | 149 | 0,711 |

      Qualificata al girone per il primo posto.
      Qualificata al girone per il settimo posto.

#### Girone C

##### Risultati
| 29 settembre 1985 ?, Leeuwarden Durata: ? - Spettatori: ? | Romania     | 3 - 0 | Paesi Bassi | 15-12, 15-10, 15-11               |
| 29 settembre 1985 ?, Leeuwarden Durata: ? - Spettatori: ? | Italia      | 3 - 2 | Ungheria    | 6-15, 15-12, 13-15, 16-14, 16-14  |
| 30 settembre 1985 ?, Leeuwarden Durata: ? - Spettatori: ? | Paesi Bassi | 3 - 0 | Italia      | 15-11, 15-12, 15-8                |
| 30 settembre 1985 ?, Leeuwarden Durata: ? - Spettatori: ? | Romania     | 3 - 1 | Ungheria    | 15-13, 7-15, 15-8, 15-8           |
| 1º ottobre 1985 ?, Leeuwarden Durata: ? - Spettatori: ?   | Italia      | 3 - 2 | Romania     | 15-11, 14-16, 11-15, 15-12, 15-11 |
| 1º ottobre 1985 ?, Leeuwarden Durata: ? - Spettatori: ?   | Paesi Bassi | 3 - 0 | Ungheria    | 15-12, 15-9, 15-6                 |

##### Classifica
| Pos. | Squadra     | Pt | G | V | P | SV | SP | Ratio | PF  | PS  | Ratio |
| ---- | ----------- | -- | - | - | - | -- | -- | ----- | --- | --- | ----- |
| 1.   | Paesi Bassi | 5  | 3 | 2 | 1 | 6  | 3  | 2,000 | 123 | 103 | 1,194 |
| 2.   | Italia      | 5  | 3 | 2 | 1 | 6  | 7  | 0,857 | 167 | 180 | 0,927 |
| 3.   | Romania     | 4  | 3 | 1 | 2 | 6  | 6  | 1,000 | 154 | 155 | 0,993 |
| 4.   | Ungheria    | 4  | 3 | 1 | 2 | 5  | 7  | 0,714 | 149 | 155 | 0,961 |

      Qualificata al girone per il primo posto.
      Qualificata al girone per il settimo posto.

### Fase finale

#### Girone 1º posto

##### Risultati
| 2 ottobre 1985 ?, Arnhem Durata: ? - Spettatori: ? | Germania Est     | 3 - 1 | Cecoslovacchia | 15-11, 15-8, 13-15, 15-11        |
| 2 ottobre 1985 ?, Arnhem Durata: ? - Spettatori: ? | Unione Sovietica | 3 - 0 | Germania Ovest | 15-1, 15-6, 15-11                |
| 2 ottobre 1985 ?, Arnhem Durata: ? - Spettatori: ? | Paesi Bassi      | 3 - 0 | Italia         | 15-11, 15-12, 15-8               |
| 3 ottobre 1985 ?, Arnhem Durata: ? - Spettatori: ? | Germania Ovest   | 3 - 0 | Italia         | 16-14, 15-11, 15-3               |
| 3 ottobre 1985 ?, Arnhem Durata: ? - Spettatori: ? | Cecoslovacchia   | 3 - 2 | Germania Est   | 11-15, 16-14, 15-10, 2-15, 15-10 |
| 3 ottobre 1985 ?, Arnhem Durata: ? - Spettatori: ? | Unione Sovietica | 3 - 2 | Paesi Bassi    | 13-15, 9-15, 15-6, 15-9, 15-6    |
| 4 ottobre 1985 ?, Arnhem Durata: ? - Spettatori: ? | Germania Est     | 3 - 1 | Germania Ovest | 15-4, 13-15, 15-3, 15-9          |
| 4 ottobre 1985 ?, Arnhem Durata: ? - Spettatori: ? | Unione Sovietica | 3 - 0 | Italia         | 15-9, 15-9, 15-6                 |
| 4 ottobre 1985 ?, Arnhem Durata: ? - Spettatori: ? | Paesi Bassi      | 3 - 0 | Cecoslovacchia | 15-11, 15-9, 15-11               |
| 5 ottobre 1985 ?, Arnhem Durata: ? - Spettatori: ? | Italia           | 3 - 1 | Germania Ovest | 15-12, 6-15, 15-11, 15-10        |
| 5 ottobre 1985 ?, Arnhem Durata: ? - Spettatori: ? | Unione Sovietica | 3 - 0 | Cecoslovacchia | 15-9, 15-7, 15-8                 |
| 5 ottobre 1985 ?, Arnhem Durata: ? - Spettatori: ? | Germania Est     | 3 - 0 | Paesi Bassi    | 15-7, 15-4, 15-8                 |
| 6 ottobre 1985 ?, Arnhem Durata: ? - Spettatori: ? | Cecoslovacchia   | 3 - 1 | Italia         | 15-7, 15-9, 11-15, 15-8          |
| 6 ottobre 1985 ?, Arnhem Durata: ? - Spettatori: ? | Paesi Bassi      | 3 - 1 | Germania Ovest | 15-11, 13-15, 16-14, 15-13       |
| 6 ottobre 1985 ?, Arnhem Durata: ? - Spettatori: ? | Unione Sovietica | 3 - 0 | Germania Est   | 15-11, 15-10, 15-8               |

##### Classifica
| Pos. | Squadra          | Pt | G | V | P | SV | SP | Ratio | PF  | PS  | Ratio |
| ---- | ---------------- | -- | - | - | - | -- | -- | ----- | --- | --- | ----- |
| 1.   | Unione Sovietica | 10 | 5 | 5 | 0 | 15 | 2  | 7,500 | 247 | 146 | 1,691 |
| 2.   | Germania Est     | 9  | 5 | 4 | 1 | 12 | 5  | 2,400 | 236 | 168 | 1,404 |
| 3.   | Paesi Bassi      | 8  | 5 | 3 | 2 | 11 | 7  | 1,571 | 219 | 227 | 0,964 |
| 4.   | Cecoslovacchia   | 7  | 5 | 2 | 3 | 7  | 12 | 0,583 | 215 | 251 | 0,856 |
| 5.   | Italia           | 6  | 5 | 1 | 4 | 4  | 13 | 0,307 | 173 | 240 | 0,720 |
| 6.   | Germania Ovest   | 5  | 5 | 0 | 5 | 5  | 15 | 0,333 | 214 | 272 | 0,786 |

#### Girone 7º posto

##### Risultati
| 2 ottobre 1985 ?, Sittard Durata: ? - Spettatori: ? | Bulgaria | 3 - 0 | Grecia   | 15-6, 15-10, 15-2                 |
| 2 ottobre 1985 ?, Sittard Durata: ? - Spettatori: ? | Polonia  | 3 - 0 | Francia  | 15-12, 15-13, 15-11               |
| 2 ottobre 1985 ?, Sittard Durata: ? - Spettatori: ? | Ungheria | 3 - 1 | Romania  | 15-13, 7-15, 15-8, 15-8           |
| 3 ottobre 1985 ?, Sittard Durata: ? - Spettatori: ? | Polonia  | 3 - 0 | Grecia   | 15-5, 15-7, 15-7                  |
| 3 ottobre 1985 ?, Sittard Durata: ? - Spettatori: ? | Ungheria | 3 - 2 | Bulgaria | 15-11, 12-15, 15-10, 10-15, 15-13 |
| 3 ottobre 1985 ?, Sittard Durata: ? - Spettatori: ? | Francia  | 3 - 2 | Romania  | 15-11, 10-15, 15-2, 13-15, 15-7   |
| 4 ottobre 1985 ?, Sittard Durata: ? - Spettatori: ? | Ungheria | 3 - 0 | Grecia   | 15-8, 15-9, 15-3                  |
| 4 ottobre 1985 ?, Sittard Durata: ? - Spettatori: ? | Francia  | 3 - 1 | Bulgaria | 17-15, 3-15, 15-8, 15-7           |
| 4 ottobre 1985 ?, Sittard Durata: ? - Spettatori: ? | Polonia  | 3 - 0 | Romania  | 15-4, 15-6, 15-3                  |
| 5 ottobre 1985 ?, Sittard Durata: ? - Spettatori: ? | Francia  | 3 - 0 | Ungheria | 15-7, 15-6, 15-6                  |
| 5 ottobre 1985 ?, Sittard Durata: ? - Spettatori: ? | Romania  | 3 - 0 | Grecia   | 15-1, 15-6, 15-2                  |
| 5 ottobre 1985 ?, Sittard Durata: ? - Spettatori: ? | Polonia  | 3 - 0 | Bulgaria | 15-10, 15-12, 16-14               |
| 6 ottobre 1985 ?, Sittard Durata: ? - Spettatori: ? | Francia  | 3 - 0 | Grecia   | 15-8, 15-7, 15-0                  |
| 6 ottobre 1985 ?, Sittard Durata: ? - Spettatori: ? | Bulgaria | 3 - 1 | Romania  | 15-8, 13-15, 15-5, 15-3           |
| 6 ottobre 1985 ?, Sittard Durata: ? - Spettatori: ? | Ungheria | 3 - 0 | Polonia  | 15-13, 15-8, 15-8                 |

##### Classifica
| Pos. | Squadra  | Pt | G | V | P | SV | SP | Ratio | PF  | PS  | Ratio |
| ---- | -------- | -- | - | - | - | -- | -- | ----- | --- | --- | ----- |
| 1.   | Polonia  | 9  | 5 | 4 | 1 | 12 | 3  | 4,000 | 210 | 149 | 1,409 |
| 2.   | Francia  | 9  | 5 | 4 | 1 | 12 | 6  | 2,000 | 244 | 174 | 1,402 |
| 3.   | Ungheria | 9  | 5 | 4 | 1 | 12 | 6  | 2,000 | 228 | 202 | 1,128 |
| 4.   | Bulgaria | 7  | 5 | 2 | 3 | 9  | 10 | 0,900 | 248 | 212 | 1,169 |
| 5.   | Romania  | 6  | 5 | 1 | 4 | 7  | 15 | 0,583 | 183 | 232 | 0,788 |
| 6.   | Grecia   | 5  | 5 | 0 | 5 | 0  | 15 | 0,000 | 81  | 225 | 0,360 |

## Classifica finale
| Pos     | Squadra          |
| ------- | ---------------- |
| Oro     | Unione Sovietica |
| Argento | Germania Est     |
| Bronzo  | Paesi Bassi      |
| 4       | Cecoslovacchia   |
| 5       | Italia           |
| 6       | Germania Ovest   |
| 7       | Polonia          |
| 8       | Francia          |
| 9       | Ungheria         |
| 10      | Bulgaria         |
| 11      | Romania          |
| 12      | Grecia           |

|  | Qualificata alla Coppa del Mondo 1985 e al campionato europeo 1987. |

|  |  | Qualificata al campionato europeo 1987. |